# 都城嘉慕威曼-斯堪尼亞大都會型

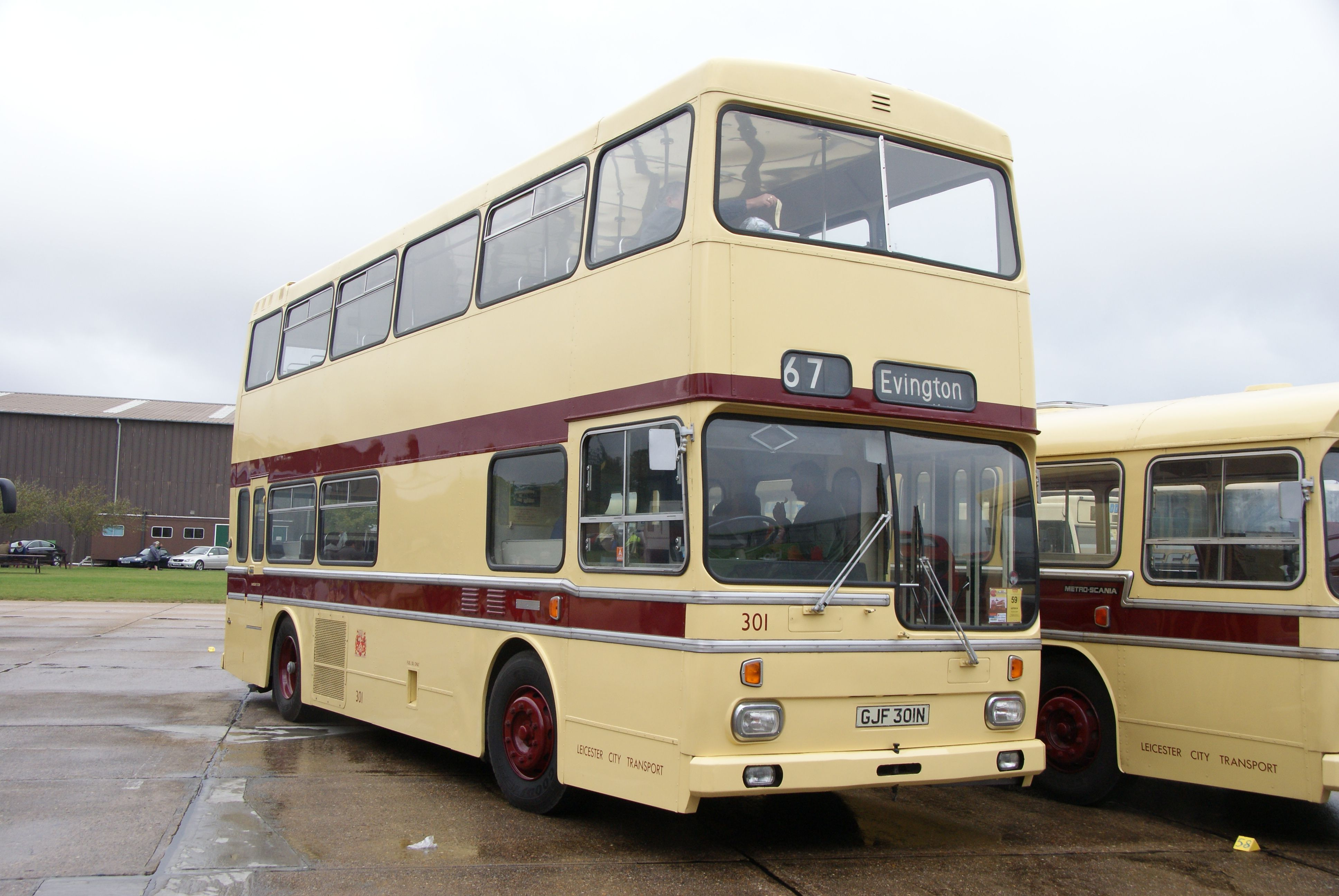
一輛獲得保留的大都會型雙層巴士

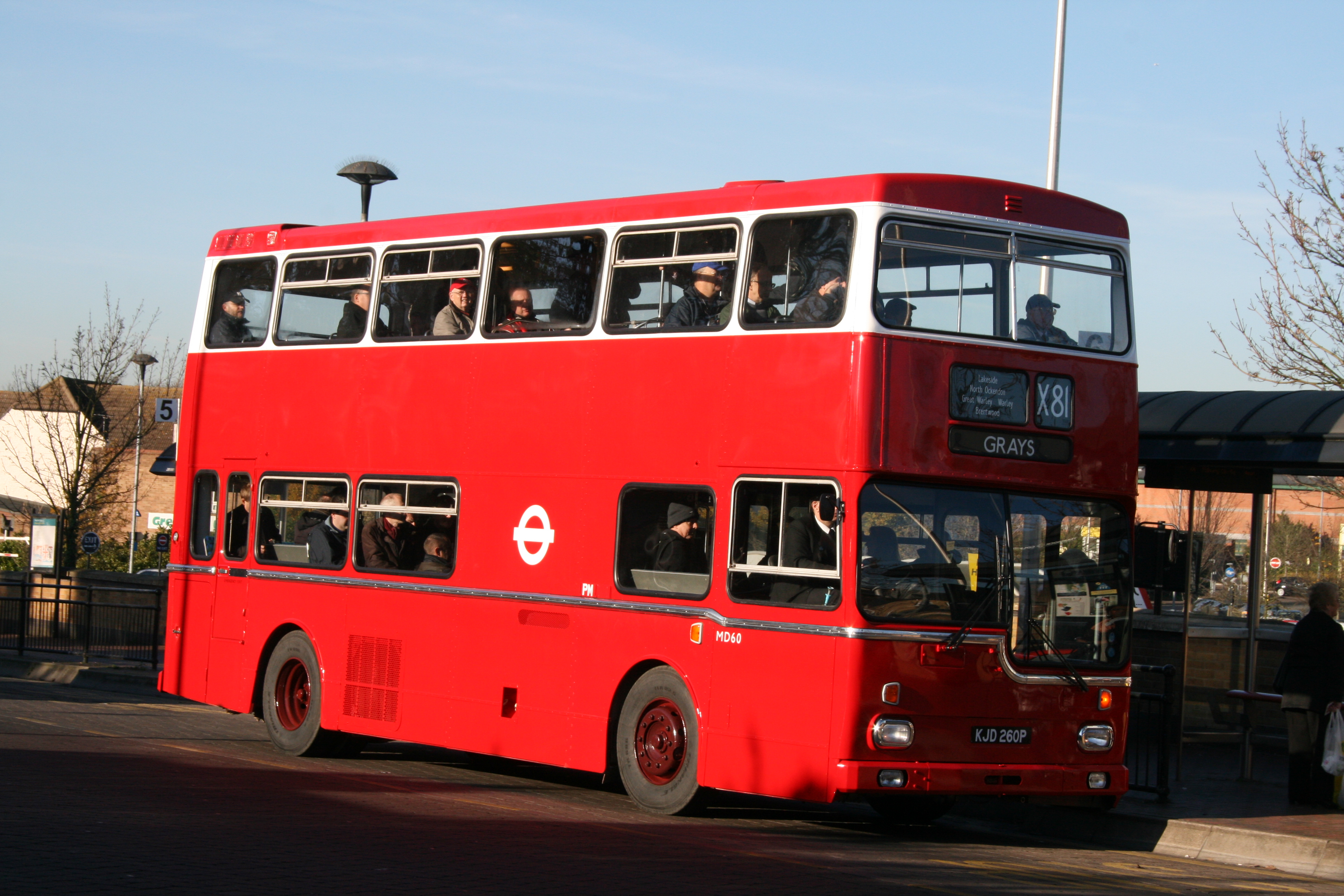
一輛於格雷斯行駛中的大都會型雙層巴士

都城嘉慕威曼－斯堪尼亞大都會型（MCW-Scania Metropolitan）是英國都城嘉慕威曼與瑞典斯堪尼亞合作開發的後置引擎雙層巴士，於1973年亮相，在當時是一款設計十分先進的雙層巴士，但生產線只維持了五年。
大都會型是城嘉慕威曼及斯堪尼亞第二款合作生產的巴士。第一款是斯堪尼亞都會型（Metro-Scania）單層巴士，是以斯堪尼亞生產的BR110/CR110底盤配上由都城嘉慕威曼生產的單層巴士車身，針對英國市場而推出。其後雙方再度合作，開發雙層版的大都會型。

## 開發背景
英國為支持競爭力日漸衰落的本土汽車工業，英國政府在1970年代推出補貼計劃，英國巴士公司如購買本土生產的巴士可獲得補貼，由於英國在歐洲是雙層巴士的主要市場，瑞典斯堪尼亞車廠因此有意在英國市場分一杯羹，但英國政府規定巴士公司如要就其購買的巴士申領補貼，全車最少要有一半的份額在英國生產，由於斯堪尼亞不是英國車廠，所以不符領取補貼的資格，在英國市場與符合申領補貼資格的英國車廠競爭將會缺乏價格競爭力，因此斯堪尼亞便在英國尋找合作對象，遂與都城嘉慕威曼合作開發大都會型，斯堪尼亞負責底盤的設計，都城嘉慕威曼則負責打造車身，因此大都會型符合申請英國政府補貼的要求。

## 設計
大都會型可視為都會型單層巴士衍生的雙層巴士版本，採用Scania汽車生產的BR111DH底盤，配上由都城嘉慕威曼設計的雙層巴士車身；大都會型的底盤配備有全氣墊懸掛系統，在仍以葉片彈弓懸掛為標配的1970年代初期來說，可算是十分新穎的設計。
巴士採用後置引擎設計，動力來自斯堪尼亞D11C06渦輪增壓柴油引擎，氣缸容量為11公升，輸出馬力達190匹，這種大馬力在1970年代中期的巴士仍不常見，可是該款11升引擎耗油較大；傳動系統採用斯堪尼亞品牌的2前速全自動波箱。大都會型的引擎散熱水箱被置於後軸前方的車身側面，而不像丹拿珍寶及利蘭亞特蘭大等早期後置引擎巴士把散熱水箱擠在空間有限的車尾引擎室，這種設計令大都會型的引擎和散熱系統都有足夠的散熱空間，可減少引擎散熱不良所引起的故障，在行駛時大都會型也十分寧靜。
大都會型的車身由都城嘉慕威曼設計，主體由鋼材製造，不但堅固，而且生產成本較低，買家可選配單一或兩扇上落車門。上層車身以丹拿珍寶DMS為藍本，並於車頂後方設有抽風機，有助加強車內空氣的流動；下層車身則以都會型單層巴士為藍本，故繼承了車頭的不對稱擋風玻璃設計。

## 使用狀況
大都會型巴士雖然設計先進，可是使用期十分短暫，普遍使用十年就被除役解體。大都會型使用期短的主要原因是其鋼材車身比當時常用的鋁質車身重量大，引擎的燃油效率又不佳，導致大都會型的耗油量大，而其推出時遭逢能源危機，加深巴士公司對耗油量的疑慮。鋼材車身在潮濕天氣下容易出現鏽蝕，導致維修負擔沉重。此外，大都會型生產期短暫，容易缺乏零件維修。

### 英國
英國倫敦交通局為大都會型最大買家，共購入164輛，於1975年在倫敦服務，但使用至1983年便全數退役，部分被轉售到其他巴士公司。泰恩-威爾運輸局是第二大使用者，共購入150輛，於1975年起服役，使用到1980年代中期便退役。西約克郡都會購入95輛，但在1985年已全部退役；李斯特城運輸在1974年至1977年間購買了68輛；梅西運輸在1970年代中期購買了60輛，至1986年棄用；其他英國巴士公司亦有購入，但為數不多。

### 香港
雖然於1970年代初丹拿珍寶引進到香港後，因為登車容易及車廂較寧靜而到乘客歡迎，但這款第一代後置引擎巴士在夏天容易發生散熱水箱水滾，攀爬港島區巴士路線常見的斜路表現亦不理想，而且香港的巴士經常滿載甚至超載，所以珍寶在使用上存在不少困擾。由於英國第一代後置引擎巴士並不太適應香港的操作環境，所以中華巴士在1970年代中期一直尋找其他車型。因為大都會型將散熱水箱置於側面，而不像丹拿珍寶及利蘭亞特蘭大等車型將散熱水箱和引擎都擠在車尾，可避免當時丹拿珍寶的散熱水箱過熱問題，而且大都會的11公升引擎輸出馬力達190匹，對經常要上斜的港島巴士路線頗有幫助；中巴於是在1975年購入兩輛大都會型樣辦車試用，並於同年10月與同為中巴訂購的一輛艾莎富豪B55-10雙層巴士一起經海路運抵香港，這3輛巴士均裝上原子胎，乃香港首批採用原子胎的商用車輛。兩輛大都會型經驗收後獲分配車隊編號MS1和MS2，成為中巴首款配備全氣墊懸掛系統及採用全自動波箱的雙層巴士。可是這款巴士使用不久便受到零件供應不足的困擾，MS1早於1987年便退役作為零件車，用來拆出零件供維修MS2時使用，但MS2亦於兩年後（即1989年）退役，只是服役了14個年頭，比更早時購入的丹拿珍寶使用到1990年代要短。
非專利的雅高巴士曾於1985年從英國購入三輛二手的大都會型巴士。

## 後繼車型
大都會型的生產期從1973年開始至1978年結束，生產線僅維持了五年時間，只生產了662輛巴士。大都會型有多個創新設計，但其燃料消耗量大，車身易有鏽蝕。雖然底盤設計先進，可是維修負荷大，而且生產期短，產量又少，導致零件短缺及維修成本高昂，所以大都會型在市場並不受歡迎，因此兩家車廠分別於1970年代後期開發大都會型的後繼產品。都城嘉慕威曼於1977年推出都城巴士，而Scania汽車於1980年為英國市場推出又名N112的BR112DH底盤。

### 後續車型
- 都城嘉慕威曼都城巴士

### 競爭車型
- 利蘭亞特蘭大
- 利蘭泰坦B15
- 丹尼士統治者
- 賓士O305